# Aabenraa Idrætscenter
L’Aabenraa Idrætscenter est un hall omnisports situé à Aabenraa, dans la région du Danemark-du-Sud. Le club de handball du SønderjyskE Håndbold, qui évolue en Håndboldligaen, y réside.